# 横浜市歴史博物館
横浜市歴史博物館（よこはましれきしはくぶつかん）は、神奈川県横浜市都筑区中川中央にある、横浜の歴史に関する博物館。管理運営は横浜市ふるさと歴史財団（指定管理者）。隣接して弥生時代中期の大規模環濠集落跡として有名な大塚・歳勝土遺跡（国の史跡）がある。

## 施設データ
- 開館時間 - 9:00～17:00（入館は16:30まで）

※公園部分（大塚遺跡、都筑民家園を除く）は24時間オープン 
- 休館日 - 毎週月曜、年末年始　そのほか展示替えなどのため､臨時に休館する
- 常設展示観覧料 - 大人400円（320円）高・大学生200円（160円）中・小学生100円（80円）　（　）内は団体割引

毎週土曜日は、小・中・高校生は無料

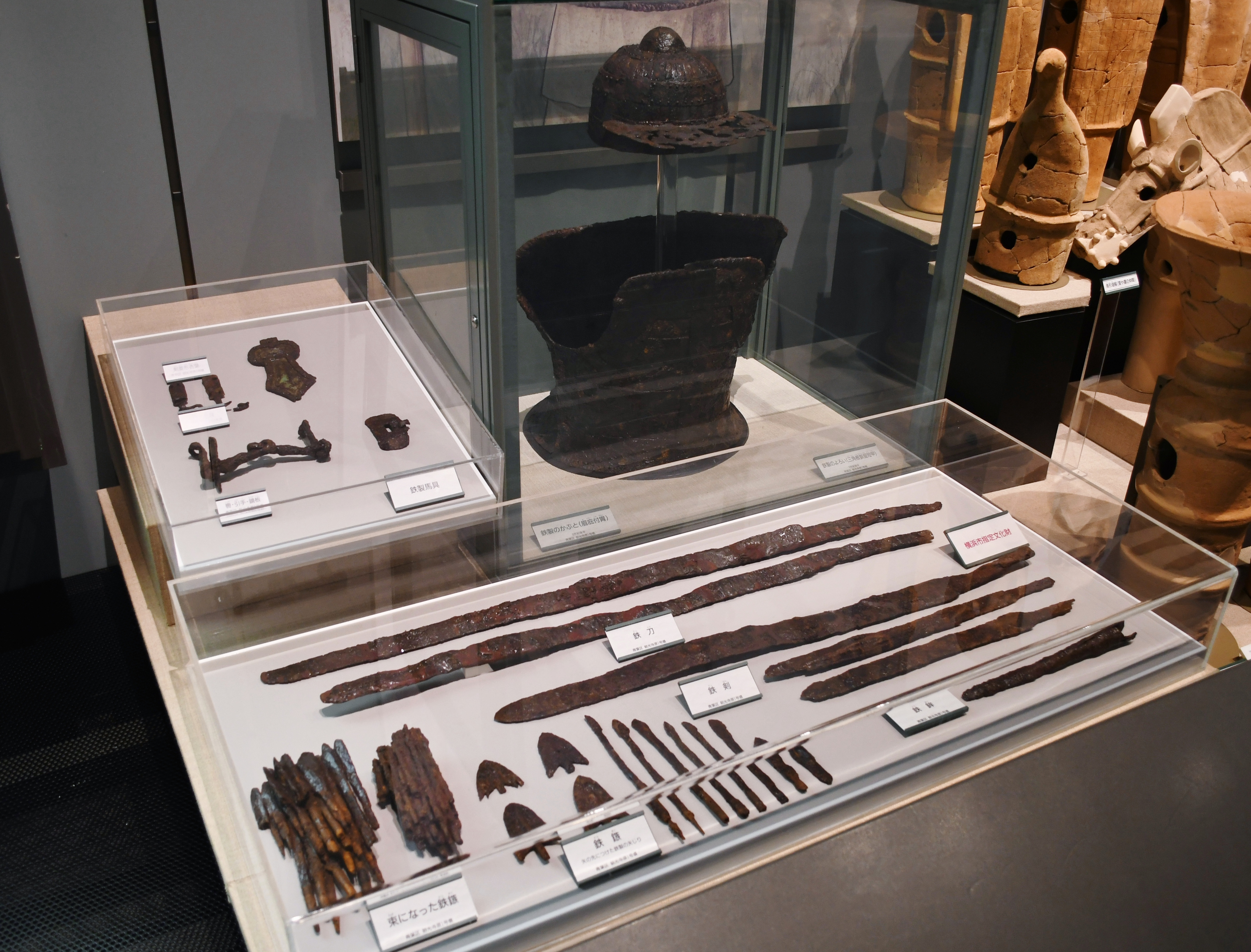
朝光寺原古墳群出土品（横浜市指定文化財）
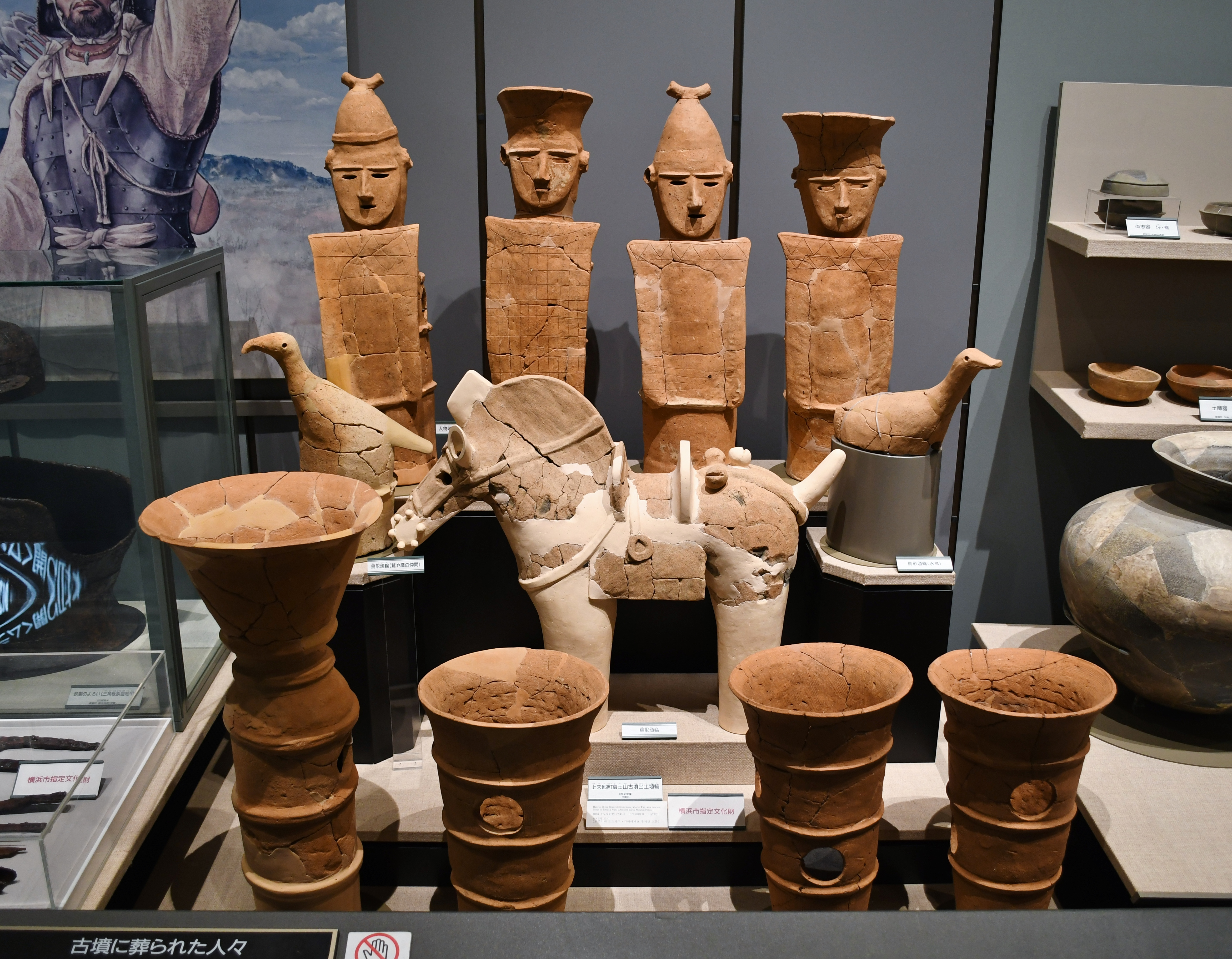
上矢部町富士山古墳出土埴輪（横浜市指定文化財）
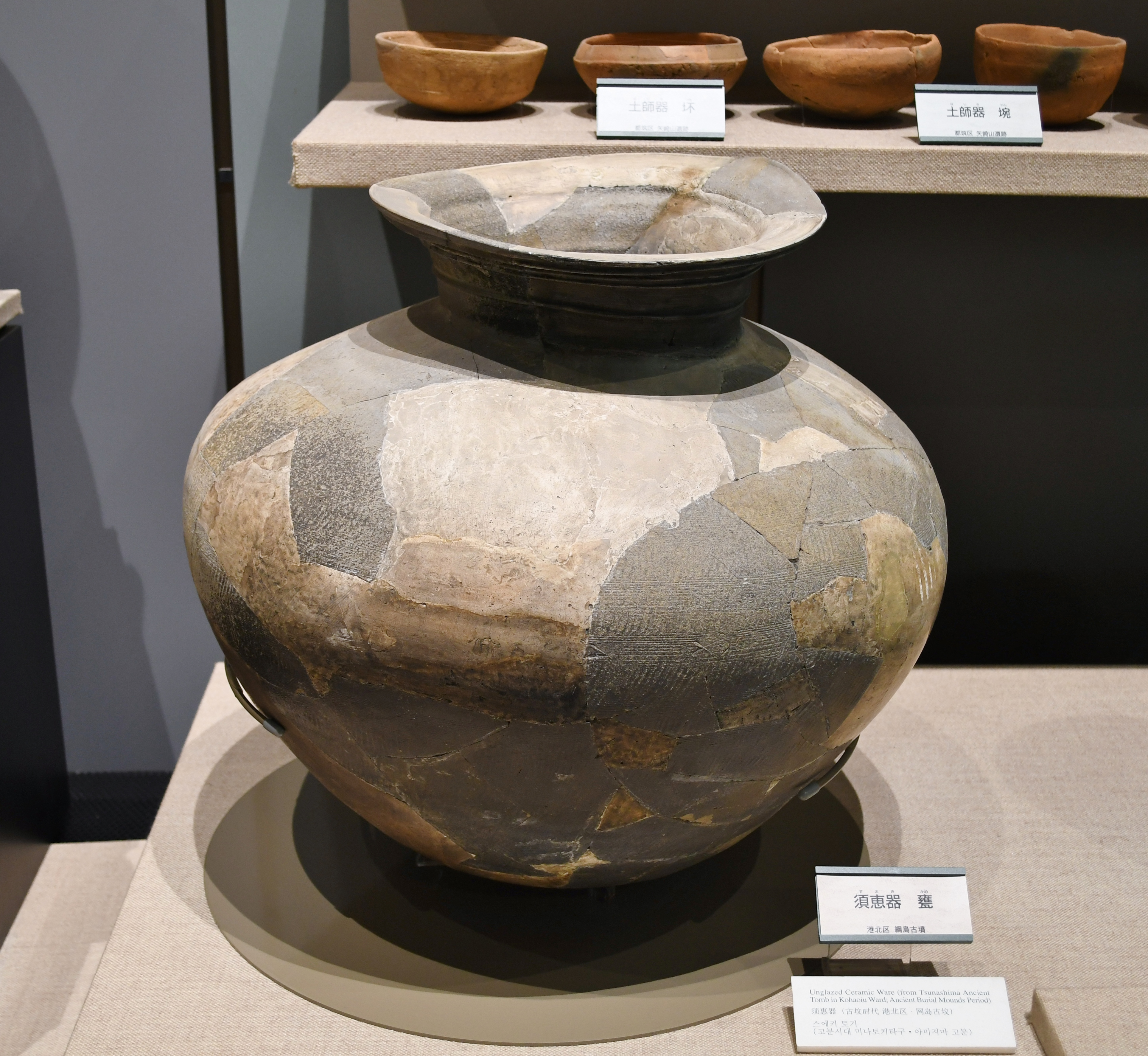
綱島古墳出土須恵器甕
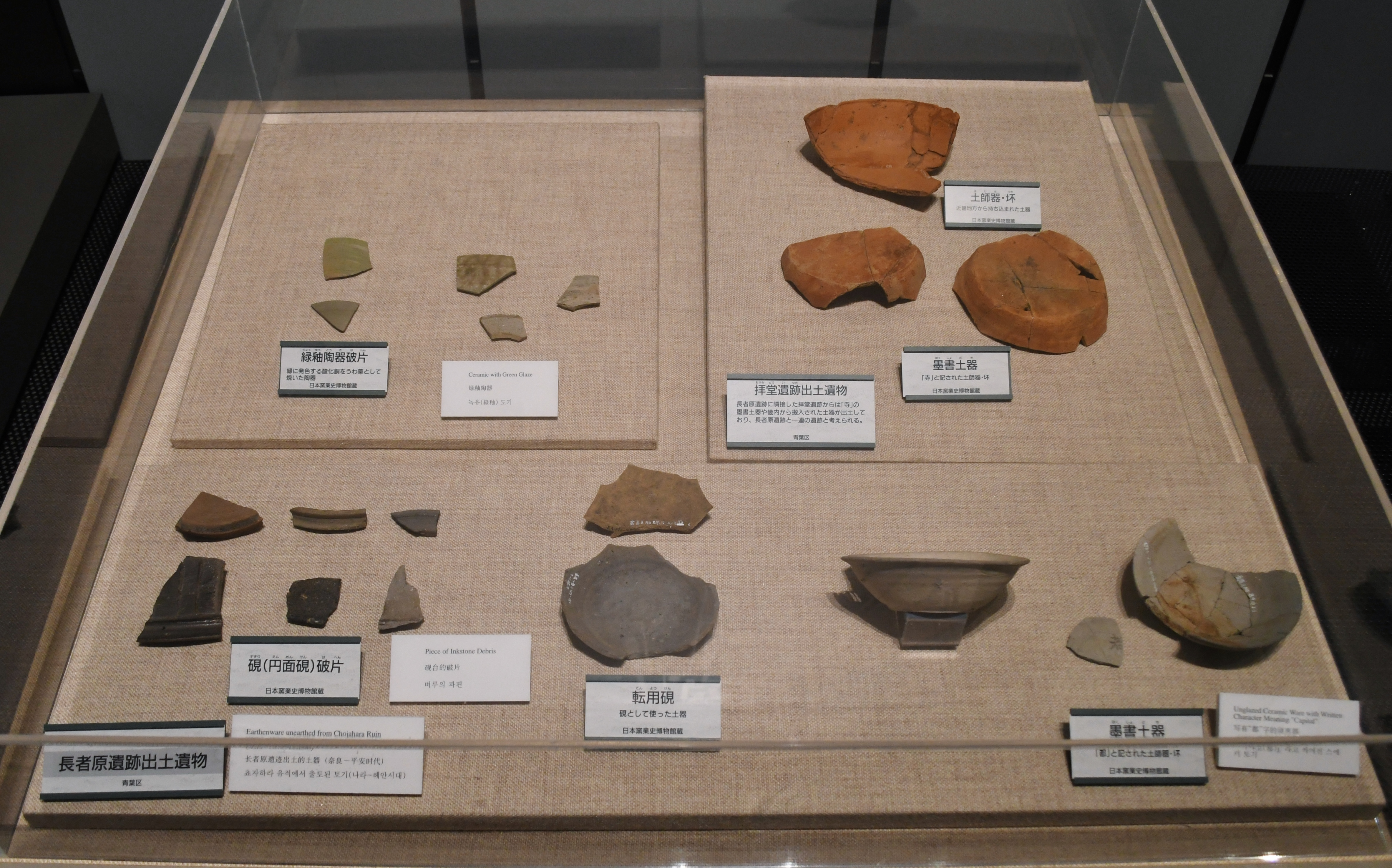
長者原遺跡出土品

## 所在地
- 神奈川県横浜市都筑区中川中央1-18-1

## アクセス
- 横浜市営地下鉄 センター北駅から徒歩5分。
- 東急バス綱44系統（綱島駅～高田駅前～東山田駅入口～柚の木谷～江田駅）利用で「横浜市歴史博物館前」下車。

## 歴代館長
- 初代館長:平野邦雄（1995.1-2004.3）
- 二代館長:高村直助（2004.4-2011.3）
- 三代館長:鈴木靖民（2011.7-2021.3）
- 四代館長:佐藤 信 （2021.4- ）[4]